# 여수 흥국사 수월관음도
여수 흥국사 수월관음도(麗水 興國寺 水月觀音圖)는 대한민국 전라남도 여수시 용문사에 있는 조선시대의 탱화이다. 2002년 1월 2일 대한민국의 보물 제1332호로 지정되었다.

## 개요
둥근 몸광배에 싸인 정면관(正面觀)의 수월관음(水月觀音)을 중앙에 큼직하게 그린 다음 오른 무릎 아래쪽 한 켠으로는 허리를 약간 구부린 채 합장하고 서있는 선재동자(善財童子)를 배치하고, 맨 하단에는 일렁이는 물결을 묘사하였다. 그리고 양팔 좌우로는 쌍죽(雙竹) 및 정병(淨甁)과 청조(靑鳥)를 그려 놓아 관음보살이 금강옥석(金剛玉石) 암좌(岩座)에 앉아 문수보살(文殊菩薩)의 지시에 의하여 구도(求道) 여행을 하는 선재동자(善財童子)의 방문을 받는다는 전형적인 수월관음도 도상을 보여주고 있다. 조선시대 관음도의 전형을 잘 따르고 있는 정면관 관음도로서, 부분적으로 도식적인 면이 엿보이고 있기는 하다. 하지만 짜임새 있고 안정된 구도에 적·녹·청색이 조화를 이루어 화려하면서도 온화한 느낌의 색채와 정교하면서도 자연스럽고 세련된 필선, 단정하고 적당한 얼굴표현과 신체비례, 바위면 처리에 있어 회화성 넘쳐나는 표현 기법 등을 보여주는 우수한 작품이라 하겠다.
흥국사수월관음도는 18세기의 유명한 화승 의겸(義謙)이 그린 불화로서 비록 화면 하단부에 일부 손상이 있기는 하지만 구도가 매우 안정되고 필선이 섬세하며 색채의 조화가 뛰어난 조선 후기의 수작이다.

## 같이 보기
- 흥국사
- 수월관음도

## 참고 자료
- 흥국사수월관음도 - 국가유산청 국가유산포털